# Szwajcarski Związek Narciarski
Szwajcarski Związek Narciarski (niem. Schweizerischer Skiverband, krótko: Swiss-Ski) – szwajcarskie stowarzyszenie kultury fizycznej pełniące rolę szwajcarskiej federacji narodowej w biegach narciarskich, kombinacji norweskiej, narciarstwie alpejskim, narciarstwie dowolnym oraz skokach narciarskich.

## Organizacja
Swiss-Ski jest stowarzyszeniem zgodnie z artykułami 60 i następnymi kodeksu cywilnego Szwajcarii. Jej siedziba mieści się w Worblaufen (gmina Ittigen, kanton Berno).
Swiss-Ski aktywnie wspiera sport wyczynowy: około 300 zawodników znajduje się w kadrze narodowej, nad którą czuwa około 160 trenerów i personelu technicznego.
Swiss-Ski jest członkiem FIS, IBU, ESF i Swiss Olympic. Ponadto ma afiliacje z Swiss Snowsports, Związkiem Szkół Narciarstwa Biegowego (VSLS), Loipen Schweiz, Romandie Ski de Fond (RSF) i PluSport. Przez 12 regionalnych stowarzyszeń oraz stowarzyszenia Swiss Grasski i Swiss Speed Ski łączy w sumie około 730 klubów, 100 000 członków i 10 000 wolontariuszy. Siedziba w Worblaufen zatrudnia około 60 pracowników.

## Historia
Pierwszy klub narciarski w Szwajcarii założono w 1893 roku w Glarus. 20 listopada 1904 roku 16 klubów spotkało się w Olten, aby założyć Szwajcarski Związek Narciarski (SSV). Kluby założycielskie pochodziły m.in. z Adelboden, Berna, Bienne, Davos, Engelberg, Genewy, Glarus, Grindelwaldu, La Chaux-de-Fonds, Saint-Gall, Saint-Imier, St. Moritz, Vevey-Montreux, Zurychu, Zweisimmen i Gotthard.
W 1922 roku federacja przystąpiła do Szwajcarskiego Komitetu Olimpijskiego. Dwa lata później na Igrzyskach Olimpijskich w Chamonix świętowano pierwsze złoto. W 1928 i 1948 igrzyska odbyły się w St. Moritz.
Liczba członków stale rosła; w 1948 federacja skupiała już ponad 500 klubów i 40 000 członków. W latach 1951–1992 federacja 25 razy organizowała Szwajcarską Pętlę Skoczni.
W 1981 roku Szwajcaria wygrała klasyfikację krajów w Pucharze Świata w narciarstwie alpejskim po raz pierwszy. W 1987 roku na Mistrzostwach Świata w Crans-Montana zdobyto 14 medali, w tym 8 złotych – rekord do dziś. Vreni Schneider wygrała slalom gigant, a Pirmin Zurbriggen triumfował w supergigancie i gigancie, łącznie zdobywając 40 zwycięstw w PŚ.
W 2000 roku przyjęto reformę: zarządzanie związkem z profesjonalizowano, centralne kierownictwo zastąpiło siedmioosobowe prezydium, a nazwa zmieniona na „Swiss-Ski” dla spójnej komunikacji we wszystkich czterech językach.
Od 2008 roku federację prezyduje Urs Lehmann, a od 2024 roku współprezydentem jest Peter Barandun – CEO Electrolux Schweiz i wiceprzewodniczący zarządu Arbonia AG.